# Sandy (sång)
Sandy är en sång skriven av Steve Brandt och Dion DiMucci, och inspelad av Dion DiMucci 1962. Den släpptes först på LP:n Lovers Who Wander det året. 
En inspelning av Svenne & Lotta, utgiven på singel i april 1973., nådde samma år en andraplats på den norska singellistan.
Jan Öjlers inspelning, Lycka till med nästa kille, låg på Svensktoppen i en vecka, den 21 oktober 1973, och placerade sig där på tionde plats.

## Listplaceringar

### Svenne & Lottas version
| Lista (1973) | Position |
| ------------ | -------- |
| Norge        | 2        |

### Fotnoter
1. ↑  ”Sandy”. svensk mediedatabas. 1 april 1973. http://smdb.kb.se/catalog/id/001465718. Läst 16 juni 2013.
2. ↑  ”Svensktoppen”. Sveriges Radio. 21 oktober 1973. http://sverigesradio.se/Diverse/AppData/Isidor/files/2023/3471.txt. Läst 16 juni 2013.
3. ↑  ”Sandy”. Norwegiancharts. 6 mars 1973. http://norwegiancharts.com/showitem.asp?interpret=Svenne+%26+Lotta&titel=Sandy&cat=s. Läst 16 juni 2013.